# Musaranya de Kongana
La musaranya de Kongana (Sylvisorex konganensis) és una espècie de mamífer de la família de les musaranyes. És endèmica de la República Centreafricana, on viu als boscos de plana humits tropicals o subtropicals.